# Флуоренол
Флуоренол (также известен как гидрафинил) — спирт, гидроксопроизводное флуорена. Его наиболее значимый изомер — флуорен-9-ол или 9-гидроксифлуорен, гидроксильная группа которого расположена на связующем атоме углерода между двумя бензольными кольцами. При комнатной температуре представляет собой твёрдое вещество бело-кремового цвета.

## Токсичность
Флуоренол токсичен для водных организмов, включая водоросли, бактерии, а также ракообразных. Он был запатентован в качестве инсектицида в 1939 году, и используется как альгицид против зелёной водоросли Dunaliella bioculata.
Данные о его токсичности или канцерогенности для человека отсутствуют.

## Производные флуоренола
В исследовании, опубликованном химиками, работающими на биофармацевтическую компанию Cephalon, разрабатывавшими альтернативу препарату против сонливости модафинилу, сообщалось, что созданный на основе флуоренола аналог модафинила не проявляли значительной ингибирующей активности DAT (Ki>100 μM). Флуоренол является слабым ингибитором обратного захвата дофамина с IC50 от 9 мкм — на 59% слабее, чем модафинил (IC50 = 3,70 мкм). Данное соединение также показало отсутствие сродства к цитохрому Р450 2С19, в отличие от модафинила.